# Hon’inbō Shūsaku

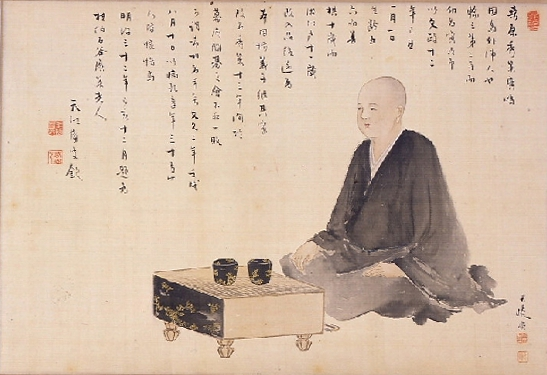
Hon’inbō Shūsaku – Porträt von Tenko Ema, um 1870

Hon’inbō Shūsaku (jap. 本因坊 秀策; * 6. Juni 1829 (traditionell: Bunsei 12/5/5) als Kuwabara Torajirō 桑原 虎次郎 auf Innoshima, Provinz Bingo (heute: Innoshima-Tonoura, Onomichi, Präfektur Hiroshima), Japan; † 3. September 1862 (Bunkyū 2/8/10) in Edo (heute: Tokio)) war ein japanischer Go-Spieler.
Die von ihm erfundene (und nach ihm benannte) Shūsaku-Eröffnung wurde noch bis ins 20. Jahrhundert gespielt.

## Leben
Hon’inbō Shūsaku wurde unter dem Namen Kuwabara Torajirō als Sohn des Kaufmanns Kuwabara Wazō (桑原 輪三) geboren und lernte mit fünf Jahren Go von seiner Mutter. Mit 7 wurde er vom Herren über die Burg Mihara, Asano Tadahiro, entdeckt, der Torajirō dem Abt Hōshin (葆真) des buddhistischen Tempels Hōsen-ji als Lehrer zur Seite stellte. 1837 trat er auf Empfehlung Asanos der bekannten Go-Schule Hon’inbō in der Hauptstadt Edo bei, deren 1. Meistergrad (dan) er zwei Jahre später mit 11 Jahren erhielt. Mit seiner Volljährigkeit mit 15 Jahren legte er seinen Kindheitsnamen Torajirō ab und nahm seinen Erwachsenennamen Shūsaku an. 1846 spielte er 17-jährig gegen den Großmeister Genan Inseki, der das Oberhaupt der Inoue-Schule war. Dieses Spiel konnte er mit einem Zug für sich entscheiden, der bis heute als mimiaka no myōshu (耳赤の妙手, „Meisterzug der roten Ohren“) bekannt ist, da dabei Insekis Ohren rot anliefen.
1848 erhielt er den 6. Dan und wurde zum Nachfolger des Oberhauptes der Go-Schule, Hon’inbō Shūwa (1820–1873), ernannt, dessen Tochter Hana (花) er heiratete. Im Folgejahr nahm er erstmals am Oshirogo, dem Go-Turnier des Shōguns in dessen Anwesenheit teil, bei dem er bis zu seinem Tod 19 Siege in Folge errang. Das war einer der Hauptgründe, warum er als „Der Unbesiegbare“ bezeichnet wurde. Letzteres unter anderem auch deshalb, weil er so gut wie nie mit Schwarz verlor. Allerdings gab es zu Shūsakus Zeiten die Komi-Regelung noch nicht, durch die Weiß am Ende der Partie Punkte zu seinen Punkten dazuzählen darf. Er konnte also oftmals den Vorteil des ersten Zugs mit Schwarz bis zum Partieende halten.
Hon’inbō Shūsaku starb 1862 im Alter von 33 Jahren im Zuge einer Cholera-Epidemie.

## Rezeption
Noch heute – 150 Jahre nach seinem Tod – spielen professionelle Go-Spieler und Amateure viele seiner Spiele nach, um aus ihnen zu lernen.
In dem Manga Hikaru no Go tritt als einer der Hauptdarsteller der Geist Sai auf, der früher Shūsaku schon begleitet hatte.
Am 6. Juni 2014 erinnerte ein Google Doodle an seinen 185. Geburtstag.